# Apanteles goron
Apanteles goron är en stekelart som beskrevs av Nixon 1965. Apanteles goron ingår i släktet Apanteles och familjen bracksteklar. Inga underarter finns listade i Catalogue of Life.